# Saint-Aubin-du-Désert
Saint-Aubin-du-Désert – miejscowość i gmina we Francji, w regionie Kraj Loary, w departamencie Mayenne.
Według danych na rok 1990 gminę zamieszkiwało 268 osób, a gęstość zaludnienia wynosiła 21 osób/km² (wśród 1504 gmin Kraju Loary Saint-Aubin-du-Désert plasuje się na 1008. miejscu pod względem liczby ludności, natomiast pod względem powierzchni na miejscu 879.).